# Jytte
Jytte ist ein weiblicher Vorname.

## Herkunft und Bedeutung
Jytte ist die dänische Variante von Jutta. Jutta leitet sich entweder vom hebräischen Namen Judith (Frau von Judäa) ab oder bedeutet auf Altnordisch die aus dem Stamm der Jüten.

## Bekannte Namensträgerinnen
- Jytte Abildstrøm (1934–2025), dänische Schauspielerin und Theaterleiterin
- Jytte Apel, kanadische Biathletin
- Jytte-Merle Böhrnsen (* 1984), deutsche Schauspielerin
- Jytte Borberg (1917–2007), dänische Schriftstellerin
- Jytte Hilden (* 1942), dänische Politikerin
- Jytte Kjems (* 1924), dänische Badmintonspielerin